# Scandium
Scandium er det 21. grundstof i det periodiske system og har det kemiske symbol Sc. Det er et overgangsmetal, som under normale temperatur- og trykforhold optræder som et sølvskinnende, let metal. Det klassificeres somme tider sammen med yttrium samt lanthaniderne og actiniderne som en sjælden jordart.

## Kemiske egenskaber
Scandium angribes af atmosfærisk luft og danner en gullig eller svagt lyserød overflade. Det angribes af fortyndede syrer under dannelse af gasformig brint og trivalente kationer, men det angribes ikke af en blanding af omtrent lige dele salpetersyre og flussyre. I vandige opløsninger har ioner af scandium og aluminum temmelig ensartede kemiske egenskaber. Scandium reagerer med vanddamp ved temperaturer over 600 °C og danner derved scandiumoxid.

## Anvendelser
På grund af dets sjældenhed er der relativt få anvendelser for scandium. På verdensplan bruges 80 kilogram scandium om året (heraf 20 kg i USA) i særlige glødelamper til brug i film- og tv-industrien. Visse legeringer med aluminium indeholder en smule scandium der forbedrer dets egenskaber, blandt andet med hensyn til svejsning. Sådanne legeringer blev først brugt i spidsen af sovjetiske missiler beregnet til at gennembryde polarisen og dermed kunne affyres fra ubåde under isen. I dag bruges aluminium-scandium-legeringer til mindre flyvemaskinekomponenter og specialfremstillede sportsartikler som cykler, baseballbat og skydevåben.

## Historie
I 1869 havde Dmitrij Mendelejev ved hjælp af sit periodiske system forudsagt eksistensen af tre dengang ukendte grundstoffer, hvoraf et blev kaldt eka-bor efter sanskrit eka, talordet ét.
Lars Fredrik Nilson ledede i 1879 et hold der søgte efter sjældne jordarter, tilsyneladende uden at kende til Mendelejevs forudsigelse ti år tidligere. Ved hjælp af spektroskopi påviste de et nyt grundstof i mineralerne euxenit og gadolinit. De behandlede 10 kg euxenit og fremstillede derved omkring 2 gram temmelig rent scandiumoxid (Sc2O3).
Svenskeren Per Teodor Cleve fandt frem til at det nye grundstof svarede ganske godt til Mendelejevs ekabor og gjorde Mendelejev opmærksom på dette i august 1879.
Nilson navngav grundstoffet efter Scandia, det latinske navn for Skandinavien.
Fischer, Brunger og Grienelaus var i 1937 de første til at fremstille frit, metallisk scandium ved elektrolyse af 700-800 °C opvarmet, smeltet kaliumklorid, lithiumklorid og scandiumklorid. Først i 1960 blev det første pund 99% rent scandium fremstillet.

## Forekomst og udvinding
Scandium findes aldrig i fri, metallisk form i naturen, men i små mængder i mineraler som thortveitit, euxenit og gadolinit fra Skandinavien og Madagaskar. Det findes også i restprodukterne efter udvinding af wolfram, uran og thorium. Scandium er mere udbredt i solen og visse andre stjerner end her på jorden. I jordkloden indtager scandium en 50. plads på listen over de mest udbredte grundstoffer, mens det i jordskorpen indtager en 35. plads. I solen er scandium det 23. mest udbredte grundstof.
Kommerciel udvinding af scandium tager udgangspunkt i thortveitit og til en vis grad i restprodukterne efter uranudvinding. Man reducerer scandiumfluorid til det rene metal ved hjælp af metallisk calcium.

## Isotoper af scandium
Naturligt forekommende scandium består af én stabil isotop, 45Sc. Derudover kender man 13 radioaktive isotoper, hvoraf 46Sc er den længstlevende med en halveringstid på 83,8 dage. De øvrige radioaktive isotoper har halveringstider fra få dage og nedefter.